# Chorinaeus emorsus
Chorinaeus emorsus är en stekelart som beskrevs av Henry Keith Townes, Jr. 1959. Chorinaeus emorsus ingår i släktet Chorinaeus och familjen brokparasitsteklar. Inga underarter finns listade i Catalogue of Life.